# پودلشه (شهرستان یاروچین)
پودلشه (به لهستانی:  Podlesie) یک روستا در لهستان است که در گمینا ژرکوو واقع شده‌است.